# خورزرین
خورزَرین (آسی: Хурзæрин) روزنامه‌ای به زبان آسی در اوستیای جنوبی است که در ۱ ژانویه ۱۹۲۴ بنیان‌گذاری شد. این روزنامه سه بار در هفته منتشر می‌شود. خورزرین به معنای «سپیده‌دم» است.